# Fable II
Pour les articles homonymes, voir Fable (homonymie).
Fable II est un jeu vidéo réalisé par Lionhead Studios et publié par Microsoft Game Studios en exclusivité pour la Xbox 360. Il s'agit d'un jeu de rôle de type Action-RPG, sorti le 21 octobre 2008 en Amérique du Nord, et le 24 octobre 2008 en Europe. Il est la suite du jeu « Fable » sur la première Xbox et par conséquent de son portage PC sous-titré « The Lost Chapters ».
Le jeu dépeint la vie et les aventures en Albion d’un(e) héros(ïne) que vous incarnez surnommé(e) Moineau au début du jeux qui, désireux(se) d’assouvir une vengeance personnelle, accomplit diverses quêtes et missions. L’histoire se déroule 500 ans après les événements du premier épisode, dans un monde où les habitants ne croient plus en la magie et ne font plus confiance aux héros, à la suite de leur traîtrise passée.

## Histoire

### Synopsis

#### L'enfance
Rose et « Moineau » (comme l'a affectueusement surnommé Rose) sont deux pauvres orphelins qui survivent dans les rues d'un quartier populaire de la ville de Bowerstone, la ville qui entoure le château de Fairfax, en Albion.
Les deux enfants, sur les conseils d'une bohémienne aveugle, vont faire l'acquisition d'une boîte à musique censée posséder le pouvoir d'exaucer un vœu. Après cet achat, Rose fait le vœu de vivre dans un château comme celui qu'elle contemple tous les jours dans l'espoir d'une vie meilleure. La boîte à musique tourbillonne en produisant une vive lumière avant de disparaître, sans que rien d'autre ne se passe. Les enfants, déçus, décident d'aller se coucher dans leur logement de fortune, où ils retrouvent un chien que Moineau avait secouru quelques heures plus tôt.
Au milieu de la nuit, le chien que Rose a accepté de garder, se met à grogner, réveillant les deux orphelins. Ils sont entourés de gardes qui leur expliquent que le seigneur Lucien de Fairfax les demande dans son château. Persuadés que la boîte à musique a exaucé leur vœu, les deux orphelins acceptent l'offre, pénètrent enfin dans le château de Fairfax et se retrouvent face à Lucien, le seigneur des lieux, qui vit reclus depuis la mort de sa femme et de sa fille.
Lucien leur ordonne immédiatement de se placer au centre d'un socle en pierre érigé près de son bureau, sans cesser de les questionner au sujet de la boîte à musique et l'utilisation qu'ils en ont faite. Dès que les enfants se trouvent à l'endroit indiqué par Lucien, une lumière vive émane de la pierre, phénomène qui affole le seigneur : il fouille dans le tiroir de son bureau et en sort un pistolet qu'il pointe dans leur direction. Sans cesser de les menacer, il évoque une lignée de Héros et un projet personnel que les enfants semblent contrarier. Il déclare enfin que cela le navre mais qu'il est forcé de les tuer tous les deux. Il tue Rose sur le coup puis tire sur Moineau. La violence de l'impact projette l'enfant jusqu'à la verrière du bureau, qu'il traverse avant de s'écraser plusieurs mètres plus bas, dans une rue de Bowerstone. Arrive alors le chien, suivi de la bohémienne rencontrée durant la journée. Elle prend l'enfant, miraculeusement vivant, dans ses bras et l'emporte.
Note Il n'y a qu'un seul scénario possible, le joueur incarne forcément « Moineau ». Cependant le joueur peut choisir le sexe du héros. Donc par extension, Rose est forcément la sœur du héros.

#### L'âge adulte
Une ellipse temporelle de dix ans dans la vie de Moineau s'achève dans le village gitan où la bohémienne Thérésa l'a élevé et protégé. L'enfant, devenu adolescent s'apprête à prendre les armes et la route pour venger Rose et, par la même occasion selon Thérésa, sauver l'Albion des desseins égoïstes de Lucien qui a définitivement sombré dans la folie. Thérésa explique à Moineau que Lucien a l'intention de reconstruire la Flèche Brisée pour ramener sa femme et sa fille à la vie et détruire le monde pour en refaire un meilleur en utilisant une puissance légendaire. Thérésa explique à Moineau qu'il lui faut retrouver les héros de la Force, de la Volonté et de l'Adresse avant Lucien et qu'ils unissent leurs forces pour le combattre et le vaincre.
Moineau rencontre d'abord le Héros de la Force, Hammer. Il part ensuite à la recherche de Garth, le Héros de la Volonté, qui est enlevé sous ses yeux et emprisonné. Moineau est dans l'obligation d'aller le délivrer au cœur de La Flèche en s'enrôlant comme garde.

#### Après la Flèche
Après un nouveau bond dans le temps d'une dizaine d'années, Moineau et Garth parviennent enfin à se libérer de la Flèche. Ils partent sur les traces de Reaver, le héros de l'Adresse.
Après bien des péripéties, les quatre Héros sont enfin réunis et unissent leurs forces pour un étrange rituel, non loin du lac de Bower. Une fois la cérémonie accomplie, Hammer fait remarquer l'absence de Thérésa. Lucien surgit au même moment et fait disparaître Hammer, Garth et Reaver. S'ensuit une brève discussion dont l'issue doit être fatale à Moineau. Le chien, resté aux côtés de ce dernier durant toutes ces années, s'interpose et est tué par la balle destinée à son maître. Une seconde tentative, qui aurait dû être fatale au héros le plongera en réalité dans un coma qui sera l'occasion d'une vision de ce qu'aurait pu être la vie de Moineau et de Rose, redevenus enfants, dans « un monde parfait ».
À l'issue de cette vision, Moineau retrouve la boîte à musique et vit un étrange flashback des différents événements de sa vie.
Revenu à lui, il part seul affronter Lucien dans la Flèche. Moineau surprend l'assassin de sa sœur alors qu'il est en train d'absorber la force des trois autres Héros capturés plus tôt. Il brandit alors la boîte à musique qui absorbe la magie de Lucien. les Héros sont libérés de l'emprise du magicien. Celui-ci est enfin à la merci de Moineau qui l'abat (ou Reaver si le joueur attend trop longtemps, celui-ci se disant « agacé de l'entendre sans cesse »).
Thérésa réapparait aussi subitement qu'elle a disparu et demande à Moineau de choisir entre trois vœux (choix décisif pour le jeu après la fin de la quête principale). Le souhait est immédiatement exaucé, Moineau se sépare de ses compères et peut regagner les terres d'Albion pour mener une vie paisible. La réplique de Thérésa annonçant que « la Flèche lui appartient désormais », clôt l'intrigue centrale du jeu,.

### Personnages
- « Moineau » est le personnage qu'incarne le joueur. C'est un enfant âgé d'environ sept ans au début de l'aventure, qui a perdu ses parents dans des circonstances inconnues. Moineau est le surnom que lui donne sa sœur au début du jeu, et qui est repris par Thérésa. L'aventure commence lorsque Moineau reçoit une fiente d'oiseau sur la tête, ce qui provoque le dégout et les moqueries de Rose. Il n'y a aucune précision sur le personnage, puisqu'il est ce que le joueur décide d'en faire.
- Rose est une fillette âgée d'environ douze ans. Elle est la sœur de Moineau et veille sur lui du mieux qu'elle peut, essayant de ne pas céder aux solutions de facilité qui pourraient leur causer du tort à tous les deux. Elle rêve de vivre dans un château comme celui de Fairfax. Rose sera tuée par Lucien Fairfax.
- Thérésa est une bohémienne aveugle que les deux orphelins rencontrent dans la foule présente devant la roulotte d'un charlatan à Bowerstone. Elle persuade Rose et Moineau de réunir cinq pièces d'or pour payer une boîte à musique, celle-ci étant censée exaucer un vœu selon le marchand. Après la mort de Rose, Thérésa élèvera Moineau au camp gitan du Lac de Bower, et c'est elle qui lui donnera les instructions lors de ses voyages en Albion pour ses recherches des trois autres Héros. Thérésa est aveugle, mais est capable de lire des ouvrages, et se déplace sans aucun mal. Elle l'explique par le fait qu'elle « voit dans d'autres mondes ». C'est en réalité une magicienne. Elle reste dans la Flèche après que Lucien a été vaincu, et ne précise pas l'usage qu'elle compte en faire[8]. Un des livres d'Histoire d'Albion que l'on trouve dans le jeu raconte qu'il y a 500 ans, vivait en Albion une cartomancienne aveugle du nom de Thérésa. Dans Fable 1, c'était la sœur du héros que l'on contrôle. On savait déjà qu'elle pouvait voir l'avenir car elle faisait des rêves prémonitoire (Le raid sur Oakvale par exemple.) Pendant ce raid elle a eu les yeux crevés par les bandits. Elle a été recueilli par Deux-Lames, ancien héros de la Guilde devenu chef des bandits. À partir de là elle devient la prophétesse aveugle. À la fin de Fable 1, on peut la tuer pour pouvoir garder l'épée des Âges. Mais même si on la tue, elle reste vivante dans le 2 (et immortelle). Il n'y a pas d'explication. Plusieurs points confirment dans le 2 que c'est bien la même personne, notamment quand Thérésa dit qu'Oakvale a changé beaucoup depuis qu'elle l'a vu pour la dernière fois.
- Hammer (marteau en allemand et en anglais) est le Héros de la Force. Son véritable nom est Sœur Hannah, c'est la fille de l'abbé du Temple de la Lumière à Oakfield. Elle a fait vœu de ne jamais se battre (bien qu'elle possède une arme lorsque le héros la rencontre) mais reviendra sur ce serment pour tenter de sauver son père, attaqué par un des sbires de Lucien. Elle arrive malheureusement trop tard et se rallie à la cause de Moineau pour venger sa mort. C'est une jeune femme massive et franche, qui se bat avec un marteau, ce qui lui vaut son surnom[10].
- Garth est originaire de Samarcande, et vit dans la tour à Brightwood, à côté de la rivière. C'est le Héros de la Volonté. Il a travaillé avec Lucien sur ses recherches pendant quelques années (Rose et Moineau le croisent dans les couloirs du château à leur arrivée) avant de s'éloigner du seigneur, n'étant plus d'accord avec la direction que prenaient leurs travaux. Lucien le fera kidnapper et emprisonner dans la Fléche, d'où il sera sorti par Moineau. Il utilise la magie lorsqu'il doit se battre[11].
- Reaver est le Héros de l'Adresse. Il vit dans un manoir dans les hauteurs de la ville de Bloodstone. Il est arrogant, prétentieux et cruel. Les trois fois où Moineau le rencontre dans son manoir, il le voit tuer des innocents par caprice. Il avait passé un marché avec Lucien, lui promettant de lui livrer Moineau, mais Lucien l'a trahi. Il essaye malgré cela jusqu'à la dernière minute de retourner la situation à son avantage, sans succès. C'est lui qui abat Lucien si le Héros ne le fait pas. Il est possible d'acquérir le manoir qu'il possède, et ainsi découvrir (en trouvant son journal) qu'il est le responsable de la disparition du village d'Oakvale. En effet, il a passé un accord avec la Cour des Ombres, lui octroyant la jeunesse éternelle en échange de sacrifices humains. Et le massacre des habitants d'Oakvale était le premier, qui scellait ce pacte. Reaver utilise un pistolet pendant les combats[12].
- Lucien Fairfax est dernier seigneur de la famille Fairfax. Il est le propriétaire du château de Bowerstone. Lucien a été anéanti par la perte de son épouse et de sa fille, décédées de façon tragique, et a noyé son chagrin dans l'étude des documents de l'ancien Royaume. C'est dans ces documents qu'il a appris que la Flèche avait jadis le pouvoir d'exaucer le vœu de celui qui en était propriétaire. Dès lors, son unique but a été de la remettre en état afin de retrouver sa famille. Il a peu à peu sombré dans la folie, et a fini par avoir le désir supplémentaire de refaire le monde comme il le voyait, afin d’étouffer la supposée corruption qui y régnait[13],[14].

### Lieux
- Bowerstone, qui portait le même nom 500 ans auparavant, est une des plus grandes villes d'Albion. Elle s'est considérablement agrandie au fil des siècles et comprend quatre quartiers jouables. La place du Marché, bordée de commerces et où se trouve la taverne, les jardins de Fairfax qui bordent le château de Lucien, le cimetière, et les vieux quartiers où vivaient Rose et Moineau.
- Bloodstone est un petit port située à l'emplacement de l'ancien camp de Deux-Lames, le chef bandit du premier volet. La ville est accessible presque exclusivement par la mer, du fait qu'elle est bordée par les Marégores qui sont difficilement traversables. C'est une ville peuplée de brigands et de prostituées, et qui n'a pas de shérif ni de gardes.
- La forêt de Brightwood était nommée Greatwood dans le premier Fable. C'est le lieu où se trouvent la ferme de Giles et la tour de Garth. Beaucoup de bandits et de Hobbes vivent dans cette forêt.
- Le lac de Bower borde la forêt de Brightwood. C'est une cuvette arrosée de deux lacs, dont un qui s'assèche en cours de jeu. On y trouve le camp Gitan et l'entrée de l'ancienne guilde des Héros, sur une petite île au milieu du lac.
- Knothole Island est une île au large des terres d'Albion, on peut s'y rendre en bateau ou avec un sous-marin depuis la rivière qui traverse Bowerstone. Sur l'île ce sont des statuettes magiques qui contrôlent la météo.
- Rookridge est une région sombre et pluvieuse. Peu de personnes y vivent si l'on excepte les bandits et les Hobbes. C'est dans cette région que se trouve le Temple des Ombres.
- Oakfield est un petit village de fermiers situé au nord de Rookridge. Les moines du Temple de la Lumière qui y vivent veillent sur le Chêne Doré, qui offre au village et à la région sa prospérité.
- La Flèche a été construite par les seigneurs de l'Ancien Royaume. C'est une étrange et gigantesque structure verticale, située au large des côtes d'Albion. Elle a le pouvoir de recueillir d'énormes quantités d'énergie magique, et donne à son utilisateur une puissance incalculable. Bien qu'ayant été détruite il y a longtemps, elle est reconstruite par Lucien.
- Westcliff est une petite ville portuaire située sur la Côte des Bandits. c'est de là que les bateaux partent pour se rendre à La Flèche. Elle accueille également l'Arène, l'attraction locale semblable aux amphithéâtres romains. Elle peut se développer en investissent 5000 pièces d'or auprès barnum et terminant le séjour du héros dans la fléche .
- Les Marégores sont des terres marécageuses et sinistres autour de l'ancien village d'Oakvale, détruit dans de mystérieuses circonstances. Les Marégores entourent Bloodstone et sont peuplés de créatures effrayantes comme les hommes-creux et les banshees.

Il existe de nombreux autres lieux, secondaires, comme les espaces derrière les Portes démoniaques (qui ne s'ouvrent que lorsqu'on exécute leurs consignes) ou encore Un monde parfait, ferme idyllique entourée de champs dans la vision de Moineau. Il y a aussi les zones obtenus dans les extensions.

## Système de jeu
Le joueur contrôle le personnage en vue à la troisième personne. Le gameplay de Fable II est basé sur le libre arbitre, comme dans le premier volet, et les choix qui seront proposés iront dans ce sens dans presque toutes les missions, qu'elles soient principales ou secondaires.
Les actions réalisables dans Fable II s'exécutent avec la totalité des bouton de la manette, à l'exception du bouton back.

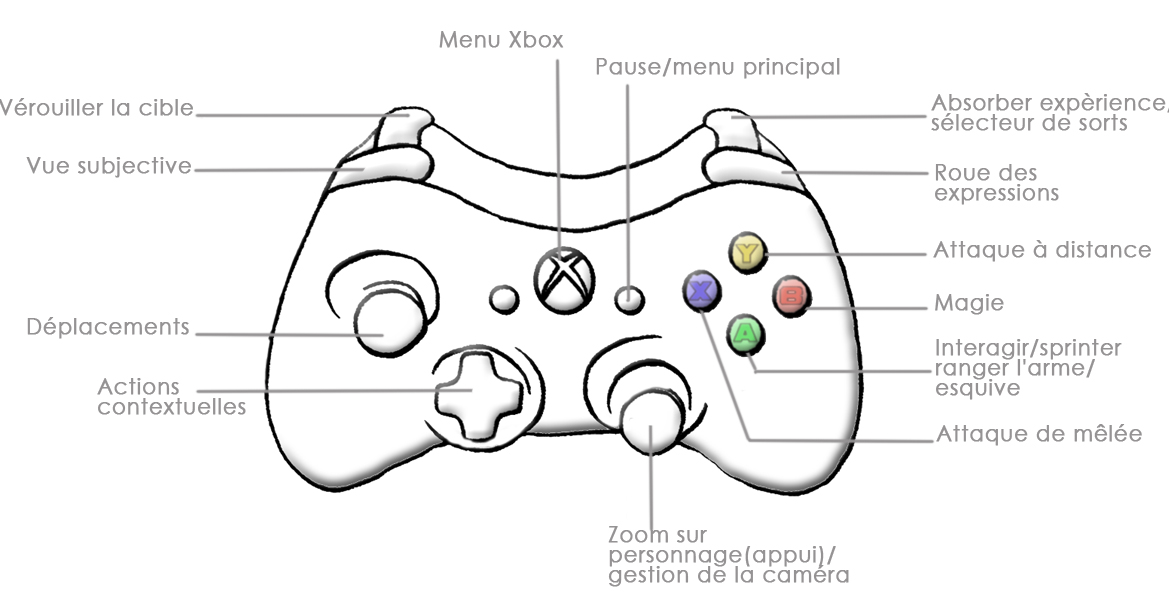
À chaque bouton est assignée une action...

À chaque bouton est assignée une action, souvent contextuelle. Leur utilisation donne lieu à un affichage sous forme d'icône ou de message informatif sur l'écran de jeu. Celui-ci affiche la barre de vie du personnage pendant les combats, en haut à gauche et les actions et expressions accessibles en permanence avec la croix, en bas à gauche de l'écran. Les autres informations apparaissent in situ et de façon ponctuelle.
Les déplacements dans l'Albion sont libres bien que « balisés », le joueur peut se déplacer en se « téléportant » vers un endroit qu'il a déjà visité au préalable, marcher jusqu'à l'endroit désiré ou encore utiliser les services d'un cocher. Le cocher ne fait la navette qu'entre certains endroits du jeu. La carte n'est pas totalement ouverte, et des écrans de chargement interviennent entre deux régions que l'on souhaite parcourir. L'interface ne propose pas d'aperçu de la carte de la région où le personnage se trouve, mais une ligne scintillante sur le sol indique (si on l'active) les destinations où l'on souhaite se rendre pour remplir des objectifs, à la manière d'un GPS qui recalcule l'endroit où le personnage se trouve et lui indique le meilleur chemin à prendre. Le chien peut également donner des indications sur le chemin à suivre lors d'une quête.

### Personnage
Au lancement du jeu, le joueur devra choisir le sexe de son personnage, mais pas son apparence qui sera personnalisable ultérieurement. Les possibilités d'actions pour le Héros sont nombreuses, en plus de pouvoir modifier son aspect physique. Il lui est possible de se marier, de fonder une famille, d'être polygame, d'avoir des relations sexuelles hétérosexuelles et/ou homosexuelles, de boire à la taverne, de faire des longueurs dans les lacs, de jouer avec son chien, etc. Le menu des statistiques recense toutes les actions que le joueur fait faire à son personnage, du nombre de créatures tuées au total de minutes passées en état d'ébriété, en passant par le nombre de veuvages.

#### Alignement
L'alignement commence à se préciser dès la première partie du jeu. Il détermine à la fois l'aspect principal du héros, et les comportements de la population à son égard. Ce paramètre influe également sur l'aspect du monde (qui pourra au fil du jeu plonger dans la misère, le chaos, dans l'ordre et/ou l'abondance) et sur les missions confiées au personnage, dans une certaine mesure. En effet, votre héros, de par sa puissance qui deviendra bien vite extrême, pourra aisément façonner le monde à son image. L'alignement se fait sur deux axes : « bonté/méchanceté », selon le même principe manichéen que le premier volet, et « pureté/corruption », qui est une des nouveautés du gameplay de cet opus. Ce second axe est déterminé par l'attitude du héros envers lui-même davantage que par son attitude envers les autres ; autrement dit, s'il prend soin de sa santé et qu'il n'est pas cupide, il sera pur, mais s'il est avide de la bonne chère et des pièces sonnantes et trébuchantes, il se corrompra. Ces deux axes ensemble détermineront la personnalité du héros ; par exemple, lorsque le héros devient bon et pur, il reçoit une auréole, des yeux bleus, des dents scintillantes, des cheveux blonds... mais s'il est bon et corrompu, ses yeux seront jaunes, ses cheveux d'un blond sale, ses dents seront pourries, il aura des boutons, etc. Ces deux axes sont représentés dans le menu des statistiques sous la forme de deux barres à curseurs. Ceux-ci se déplacent selon les actions du joueur. Par exemple, augmenter les loyers des propriétés possédées déplace l'alignement vers la corruption ; faire l'aumône aux mendiants favorise la bonté.

#### Personnalisation
Le joueur peut personnaliser son personnage à sa convenance dans de multiples combinaisons. Pour cela il peut trouver en Albion des stylistes, des tatoueurs et des tailleurs. Chez ces différents artisans, le héros peut acheter des tailles de barbes et de moustaches, du maquillages, des vêtements et des colorants pour les cheveux et les vêtements. Les vêtements et les colorants peuvent être aussi découverts dans des coffres dans le monde, ou achetés à des marchands ambulants. Le personnage peut prendre de l'embonpoint selon ce qu'il mange et ce qu'il boit.
Des livres permettent au héros d'apprendre des expressions pour interagir avec les personnages non-joueurs. Elles jouent également un rôle dans l'alignement. Les crieurs publics dans les villes proposent des titres, délivrés gratuitement si le joueur a rempli les conditions nécessaires. Par exemple, le héros peut porter et se faire connaitre sous le nom de « Boule de gomme », gratuit lorsqu'il a fait rire assez de gens à l'aide d'une expression. Si ce n'est pas le cas, il est possible de porter quand même ce titre moyennant finance.
Le joueur peut renommer la totalité des personnages non-joueurs qu'il croise, à l'exception de ceux qui ont un rôle à jouer dans la trame principale. Il peut aussi donner un nom au chien et aux enfants du personnage.
Il est possible de meubler les maisons dont le héros est propriétaire, ce qui influence le prix de l'immobilier et donc la richesse de la ville. Cependant, il n'est pas possible de les disposer comme on l'entend, à la manière des Sims par exemple, et ils ne font que remplacer ceux présents dans la maison lors de l'achat.

### Objectifs
Il y a trois types de quêtes dans Fable II : les quêtes obligatoires pour faire avancer la trame de l'histoire, les quêtes annexes, et les quêtes permanentes, ou infinies. La quête principale comprend essentiellement la recherche des héros dans le but de vaincre Lucien. Ces recherches sont précédées généralement d'un objectif à atteindre pour faire en sorte que le héros rejoigne le groupe. L'ordre de ces objectifs est défini, et est dévoilé au fur et à mesure. C'est Thérésa qui donne les ordres de missions au personnage. Les objectifs secondaires sont données par des personnages non-joueurs. Il s'agit par exemple de collecter des objets pour une archéologue, ou encore de trouver cinquante clés d'argent et gargouilles dans le monde. Ces missions s'étalent sur la totalité du jeu, et certaines ne peuvent être achevées qu'après la fin de la quête principale, autrement dit quand le héros revient en Albion après le générique. Elles sont récompensées par de l'or ou des objets rares comme des armes légendaires, ou des améliorations d'arme. Certaines peuvent changer le monde de manière définitive, l'exemple le plus flagrant étant la destruction de l'un des deux ordres religieux, l'Ombre ou la Lumière. Les missions infinies sont également proposées par les habitants d'Albion, et reviennent périodiquement dans le menu des quêtes, sans conditions ni scénario nécessaire pour les faire apparaître. Elles sont récompensées par du renom ou de l'or. Ces objectifs sont visibles dans le menu principal, et en les sélectionnant, on change la destination de la ligne scintillante, pour qu'elle mène à l'endroit de la quête.

### Combat, expérience et armes

#### Combat
Le jeu propose des combats dynamiques, qui se mènent en utilisant trois techniques : attaque de mêlée (Force), attaque à distance (Adresse), et magie (Volonté). Contrairement à Fable, les combats à mains nues ne sont pas possibles et les armures ont disparu.
Chaque technique est assignée à un bouton, et à chaque bouton correspondent plusieurs niveaux d'action en fonction de la pression exercée. Par exemple, appuyer de façon prolongée sur le bouton mêlée donnera lieu à une attaque puissante, en revanche une série d'impulsions en rythme sur ce même bouton permet de réaliser un combo. Selon le même principe, le viseur se déclenche en laissant enfoncé le bouton d'attaque à distance et les différents niveaux des sorts se sélectionnent en fonction de la durée d'appui sur la touche correspondante. Toutes ces fonctionnalités dépendent du niveau de maîtrise de la compétence.
La Volonté comprend huit sorts différents, chaque sort possédant lui-même cinq niveaux de maîtrise, et sont organisables via un sélecteur accessible par le menu principal et le raccourci via la gâchette droite. L'Adresse développe quatre niveaux de maîtrise allant de la roulade pour esquiver jusqu'à la visée précise permettant de désarmer un ennemi, ou même le décapiter. La Force se divise en trois compétences que sont furie, physique et vigueur, qui se subdivisent respectivement en quatre, cinq et cinq niveaux.

#### Expérience
Les capacités se développent grâce à l'achat de niveaux de compétences, en dépensant l'expérience acquise durant les combats. L'expérience se matérialise par des bulles colorées (vert, rouge, jaune ou bleu) laissées au sol par les ennemis tués. Le vert figure l'expérience générale, acquise à chaque combat, quelle que soit l'arme utilisée. Elle se dépense dans toutes les compétences. Les autres couleurs s'utilisent chacune dans une seule compétence définie. La couleur rouge représente l'expérience de Volonté et s'obtient en utilisant les sorts. Les orbes jaunes correspondent à l'Adresse et récompensent l'utilisation d'une arme à distance, et enfin les sphères bleues symbolisent l'expérience de force quand on utilise une arme de mêlée. Contrairement à l'épisode précédent, il n'est plus nécessaire de se rendre dans un endroit spécifique pour augmenter de niveau, le magasin étant accessible via le menu principal.

#### Armes
Le héros peut se procurer des armes chez les forgerons et en trouve dans des coffres, mais les armes légendaires ne sont disponibles qu'en un seul exemplaire et se trouvent ou se gagnent. Il est possible de modifier les attributs des armes. Celles qui disposent d'emplacements vides peuvent être améliorées à l'aide de gemmes appelées « améliorations » aux propriétés spécifiques (comme l'augmentation des dégâts causés ou l'absorption de santé des ennemis) vendues pour la plupart chez les tailleurs de pierres. Il est possible d'en obtenir en objet rare également.
Elles sont classées en deux grandes catégories : le niveau d'attaque, qui s'estime avec la qualité de l'arme, et le type. Les armes a distances, qui incluent les arbalètes, les pistolets, les fusils et les tromblons peuvent être éclatées, d'if, de chêne et de maître pour les arbalètes, rouillés, de fer, d'acier, et de maître pour les fusils .Les armes à silex, à rouet et à tourelle peuvent être des pistolets ou des fusils. Et les armes de mêlée (qui comprennent les épées, les coutelas, les fendoirs, les haches, les masses, les marteaux et les katanas) peuvent se présenter sous la forme rouillée, de fer, d'acier et de maître également.
Il existe aussi des armes légendaires à débusquer en Albion :
- la Calavera : masse légendaire qui se trouve derrière une porte démoniaque à Westcliff ;
- le Soleil Levant : c'est un fendoir légendaire que l'on peut obtenir lors de la quête "Don à la Lumière" en faisant un don d'au moins 10 000 pièces d'or au Temple de la Lumière entre 12:00 et 13:00 (heure du jeu) ;
- le Maelstrom : épée légendaire semblable à celle du Commandant de la Flèche. Elle s'obtient en gagnant 2000 points de Loyauté aux Ombres par des sacrifices au Temple des Ombres puis en y sacrifiant sa propre femme (ou mari) entre 0:00 et 1:00 ;
- le Perforateur : c'est un fusil à tourelle puissant et doté de bonnes améliorations. Il se trouve derrière la porte démoniaque des Marégores ;
- le Daichi : c'est un katana légendaire que l'on peut obtenir après avoir traversé le piège d'archon qui se trouve dans la tour de Brightwood. il faut ensuite sortir du piège et aller le récupérer dans son coffre ;
- le Dragon Rouge : c'est un pistolet légendaire il faut avoir le premier prix du camp de tir de Westcliff ;
- le Pilon : arbalète légendaire que l'on a en détruisant les 50 gargouilles dans l'Albion. Il faut ensuite retourner au temple des gargouilles et ouvrir le coffre ;
- le Couperet : hache légendaire que l'on a en faisant toutes les manches parfaites de l'Arène ;
- le Marteau glorieux : obtenu après la porte démoniaque de l'oie des sables. La zone se nomme propriété. Il est très faible, lent mais possède l'amélioration peau d'écorce.

### Économie et argent
En Albion, tout s'achète et se revend : les armes, les maisons, les commerces, les potions, etc. Il est possible d'obtenir de l'argent de plusieurs manières. Les principales sont :
- boulots : le personnage peut obtenir un emploi au sein des villes qu'il traverse : devenir barman, bûcheron ou encore forgeron. Ces emplois consistent en des mini-jeux qui rapportent de plus en plus en fonction du niveau de maîtrise. Il y a cinq niveaux par emploi,  reflétant l'habileté du personnage dans sa tâche, et donc l'argent qu'il engrangera, mais également la difficulté du mini-jeu ;
- immobilier : l'achat de maisons et de commerces permet au héros de louer les biens immobiliers qu'il possède et ainsi de percevoir régulièrement les loyers et les bénéfices ;
- jeux : les jeux de hasard permettent de gagner de l'argent après en avoir misé au préalable. Les Fable II Pub Games reprennent ce concept en permettant de jouer 500 pièces d'or, qui sont acquises avec l'achat du jeu[27] ;
- revendre des objets trouvés ou gagnés pendant une quête ou une exploration permet d'en tirer de l'or ;
- améliorations : Grâce à certaines améliorations, les plus chères et probablement les plus rares, le joueur peut également gagner de l'or en tuant (par exemple l'amélioration « Main d'or ») ;
- mercenariat : Effectuer des quêtes de mercenaire ou d'assassin, pour les gardes, ou la « Société ».

La santé économique de chaque région est variable, pouvant aller de 1 à 5 étoiles, représentées dans l'onglet Régions de la section Quêtes/Cartes. Il existe deux méthodes pour l'améliorer :
- valoriser les maisons en améliorant la décoration intérieure (meubles, trophées) ;
- dépenser beaucoup d'argent dans les boutiques.

Inversement, celle-ci déclinera lorsque le héros commet des crimes, à proportion de leurs nombre et de leur gravité. La qualité des articles vendus dans les commerces dépend directement de la santé économique de la région. Ainsi, lorsqu'elle se porte mal, on ne trouve que des articles de mauvaise qualité (1 ou 2 étoiles), tandis que lorsque l'économie se porte bien, il est possible d'acheter les meilleurs produits (5 étoiles).

### Propriétés Importantes
- Château de Fairfax :
  - lieu : Jardins de Fairfax ;
  - prix : 1 000 000 pièces d'or ;
  - avantages : titre de maire gratuit, jauge de santé améliorée après repos dans le lit royal ;
  - inconvénients : Il faut avoir fini le jeu pour pouvoir l'acheter.
- Tour de Brightwood :
  - lieu : Brightwood ;
  - prix : 241 000 pièces d'or ;
  - avantages : accès à une quête facultative grâce au lit ;
  - inconvénients : il faut avoir été a Bloodstone.
- Manoir de Bloodstone :
  - lieu : Bloodstone ;
  - prix : 82 000 pièces d'or ;
  - avantages : 5 pages de Reaver ;
  - inconvénients : il faut avoir terminé la quête principale pour pouvoir l'acheter
- Manoir du cimetière :
  - lieu : cimetière de Bowerstone ;
  - prix : 100 000 pièces d'or ;
  - avantage : quête facultative grâce à la clef du croque-mort.

### Le chien
Le chien a été présenté par Peter Molyneux comme étant un des éléments les plus novateurs du gameplay de Fable II [réf. nécessaire]. Celui-ci entre dans la vie du Héros dès le début de l'histoire, et n'en sort qu'à la fin. En fonction du choix que fera le héros à l'issue des quêtes principales, le chien peut éventuellement réapparaître. L'apparence et l'attitude du chien envers les gens est calquée sur celle du héros : un héros méchant aura un chien méchant, etc. Bien sûr, les villageois réagiront envers le chien en fonction. Le chien aide le héros en grognant lorsque des ennemis sont à proximité, et en aboyant pour guider son maître vers des trésors enterrés. Des livres de dressage éparpillés dans le monde permettent au joueur de faire progresser l'animal et lui permettre ainsi d'être plus efficace dans les combats aux côtés de son maître et de lui indiquer des trésors plus importants. D'autres livres de dressage lui apprennent des tours qu'il exécute quand le héros fait une expression, et ces tours sont différents en fonction de l'expression. C'est parfois le chien qui guide le personnage pour lui indiquer une route à suivre autre que celle de la ligne scintillante lors de certaines quêtes.

### Mode multijoueurs
Fable II est doté d'un mode multijoueur, grâce auquel il est possible d'inviter un second joueur à rejoindre son monde. Dans ce mode, le deuxième joueur créé un héros provisoire jusqu'à la fin de la session de jeu. Les joueurs collaborent ensuite et peuvent synchroniser leurs actions pour une meilleure efficacité. Un mode en ligne existe également. Il est possible d'inviter un joueur dans son monde, ou de se rendre dans le sien, à travers le Live de la console. C'est une façon de voir comment aurait été le monde de Fable II selon des actions différentes. Grâce à ce mode, il est ainsi possible de débloquer de nombreux succès sans avoir à les réaliser par soi-même en assistant à leur exécution par un autre héros. On peut également y consulter les statistiques d'autres héros.

## Développement

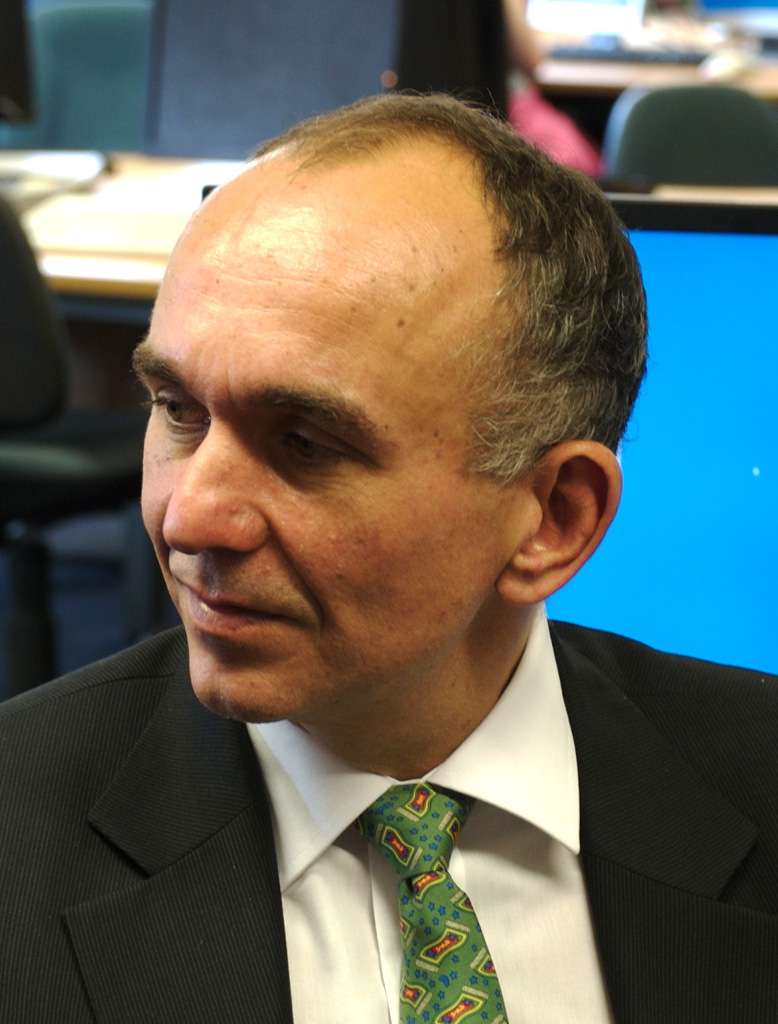
Peter Molyneux, créateur de Fable.

La première évocation sérieuse de Fable II se fait par le biais d'une bande-annonce, pendant l'E3 2006. Par la suite, les informations ne seront pas très nombreuses, jusqu'au Xbox Show 2006. Lionhead n'a pas fait de preview dans le sens propre du terme, mais où Peter Molyneux a amplement décrit le futur jeu, présentant quelques artworks à la place. Les nouvelles informations concernant le jeu sont à propos du chien qui accompagne le joueur durant toute son aventure. Il est présenté pendant l'E3 2007, avec les premières images du jeu et une annonce de sortie pour 2008, sans plus de précision.
Peter Molyneux accorde une interview pendant la Game Developers Conference 2008 durant laquelle il annonce et décrit un peu le mode multijoueur à deux hors-ligne. Lorsque les journalistes l'interrogent sur le mode en ligne, il élude la question en déclarant : « Je ne peux pas vous parler de la meilleure partie du coop maintenant, je dois m'en tenir à ce premier aperçu... À mon avis, on peut aller beaucoup plus loin avec ce mode, mais je n'ai pas le droit d'en dire davantage pour le moment ».
Mars 2008 voit arriver l'annonce des mini-jeux Fable II Pub Games sur Xbox Live Arcade, disponibles au mois d'août 2008 en échange de 800 Microsoft Points. Ce pack arcade sera offert aux joueurs pré-commandant le jeu. Au début du mois d'août, la date de sortie officielle est dévoilée : il s'agira du 21 octobre 2008 pour les États-Unis et du 24 pour l'Europe.
Le 13 janvier 2009, le contenu téléchargeable Knothole Island est disponible et téléchargeable sur Xbox Live Marketplace, pour 800 MS points. La sortie est initialement prévue pour le 22 décembre 2008. Elle est ensuite repoussée jusqu'à la fin du mois de janvier.
Le site officiel de Lionhead propose en téléchargement une carte grande résolution de l'Albion mise en ligne le 4 février, à la suite de nombreuses demandes sur le site. Ces demandes faisant référence au fait que la carte disponible dans le jeu n'était pas pratique.
Les musiques composant la bande originale ont été créées par Russell Shaw, notamment compositeur de la musique du premier volet et de Black and White, en collaboration pour certaines avec Danny Elfman.

### Distribution des voix
Version française :
- Sauvane Delanoë : Rose
- Laurence Crouzet : Thérésa
- Laura Préjean : Hammer
- Bruno Dubernat : Garth
- Max André : Reaver
- Gabriel Le Doze : Lucien
- Benoît Allemane :  L'abbé d'Oakfield
- Gilbert Levy : Voix additionnelles
- Marc Alfos : Certains bandits
- José Luccioni : Certains bandits
- Philippe Bozo : Voix additionnelles
- Sylvain Lemarié : Voix additionnelles

Version anglaise :
- Gemma Boyle: Rose
- Zoë Wanamaker : Thérésa
- Julia Sawalha : Hammer
- Ron Glass : Garth
- Stephen Fry : Reaver
- Oliver Cotton : Lucien

## Accueil

### Critiques
Les critiques réalisées par l'ensemble des sites et magazines spécialisés sont globalement bonnes et les notes assez élevées dans l'ensemble. Les sites Metacritic et GameRankings, qui effectuent des moyennes à partir de nombreuses publications, lui attribuent tous deux un score de 89 %,.

### Ventes
Fable II est un important succès commercial. En deux semaines, le titre s’écoule à 1,5 million d’exemplaires à travers le monde, selon son éditeur. Selon le NPD Group, il se vend à 790 000 unités au mois d'octobre en Amérique du Nord, la meilleure vente sur cette période. En mars 2009, Lionhead annonce avoir vendu 2,6 millions copies du jeu.

### Récompenses et reconnaissance
La PETA (People for the Ethical Treatment of Animals) a donné au jeu le titre de Most Animal-Friendly Video Game 2008 durant la sixième édition du PETA's Proggy Awards. Le magazine Edge, lors de son classement sur son site des trente meilleurs jeux de l'année 2008, l'a positionné troisième.
Fable II était nommé dans cinq catégories aux BAFTA Games Awards, décernés le 10 mars 2009, respectivement dans « Meilleure réalisation technique », « Scénario et personnages », « Meilleure musique », « Meilleur jeu » et « Action & Aventure ».
Le site communautaire Facebook permet d'utiliser une application nommée « Fable II - Good Deeds / Dirty Deeds », qui offre la possibilité à ses utilisateurs d'avoir un alignement similaire à celui du jeu en fonction de leurs actions sur le site.